# خدمة القيمة المضافة

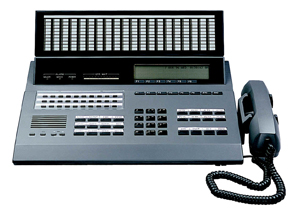

خدمة القيمة المضافة ( VAS ) هي مصطلح شائع في مجال صناعة الاتصالات  للخدمات غير الأساسية ، أو باختصار، جميع الخدمات خلاف المكالمات الصوتية العادية وعمليات إرسال الفاكس . ومع ذلك، يمكن استخدامه في أي صناعة خدمات، للخدمات المتاحة بتكلفة قليلة أو بدون تكلفة، للترويج لأعمالهم الأساسية. في صناعة الاتصالات السلكية واللاسلكية، على المستوى المفاهيمي، تضيف خدمات القيمة المضافة قيمة إلى عرض الخدمة القياسي، مما يحفز المشتركين على استخدام هواتفهم أكثر ويسمح للمشغل بزيادة متوسط إيراداتهم لكل مستخدم . بالنسبة للهواتف المحمولة، كانت التقنيات مثل الرسائل القصيرة ورسائل الوسائط المتعددة والوصول إلى البيانات تعتبر منذ نشأة صناعة الاتصالات خدمات ذات قيمة مضافة، ولكن مع تطور أجيال شبكات الهاتف وقدوم و زيادة تدفق الأنترنت أصبحت الرسائل النصية القصيرة ورسائل الوسائط المتعددة والوصول إلى البيانات أكثر وأكثر خدمات أساسية وقلت قيمتها المضافة، وبالتالي بدأت VAS في استبعاد هذه الخدمات.
يمكن تصنيف خدمات القيمة المضافة المتنقلة إلى:
- خدمة القيمة المضافة لسلوك المستهلك
- خدمة القيمة المضافة للشبكة
- خدمة القيمة المضافة للمؤسسة

يمكن أيضًا التمييز بين المحتوى القياسي (من نظير إلى نظير ) والمحتوى المتميز. تسمى هذه الخدمات المتنقلة ذات القيمة المضافة (MVAS) ، والتي غالبًا ما يشار إليها ببساطة باسم خدمة القيمة المضافة أي VAS.
يتم توفير خدمات القيمة المضافة إما داخليًا بواسطة مشغل شبكة الهاتف المحمول نفسه أو بواسطة مزود خدمة القيمة المضافة (VASP) التابع لجهة خارجية، المعروف أيضًا باسم مزود المحتوى (CP) مثل All Headline News أو رويترز
عادةً ما يتصل مزود خدمة القيمة المضافة VASPs بالمشغل باستخدام بروتوكولات مثل بروتوكول نظير إلى نظير للرسائل القصيرة (SMPP) ، والاتصال إما مباشرة بمركز خدمة الرسائل القصيرة (SMSC) أو، بشكل متزايد، ببوابة الرسائل التي تمنح المشغل تحكمًا أفضل في المحتوى . يتعامل العديد من المشغلين الآخرين مع الخدمات المصرفية بشأن تدفقات الإيرادات المحتملة من خلال بناء خدمات القيمة المضافة (VAS) ، والتي تتوفر بشكل عام مع المخططات القائمة على المكافآت.

## خدمات القيمة المضافة الرئيسية
- بث مباشر
- خدمات تحديد المواقع
- تنبيهات المكالمات الفائتة وصندوق البريد الصوتي
- الإعلان المحمول
- تحويل الأموال عبر الهاتف المحمول والخدمات القائمة على التجارة الإلكترونية
- خدمات التلفزيون المتنقل و OTT
- نغمات الرنين
- ألعاب على الانترنت
- نغمة الرنين (RBT و RRBT)
- الدردشة عبر الرسائل النصية القصيرة وخدمات المواعدة المميزة
- خدمات المعلومات والترفيه
- التمسك
- تنزيل محتوى WAP